# Villaveza del Agua
Villaveza del Agua – gmina w Hiszpanii, w prowincji Zamora, w Kastylii i León, o powierzchni 26,32 km². W 2011 roku gmina liczyła 225 mieszkańców.